# Triops
Triops hay Đâu hà là một chi nhỏ động vật giáp xác trong bộ Notostraca (tôm nòng nọc). Một số loài được xem là hóa thạch sống, với một mẫu hóa thạch vào cuối kỷ Cacbon, 300 triệu năm trước.

## Đồng minh và hóa thạch
Chi Đâu hà có thể được phân biệt với chi khác của Notostraca, Lepidurus, bởi hình thức của Telson. Chỉ 24 giờ sau khi nở chúng đã giống như phiên bản thu nhỏ của con trưởng thành..
Đâu hà đôi khi được gọi là " hóa thạch sống ". Hóa thạch của chi này đã được tìm thấy trong đá của kỷ Cacbon, ước tính có khoảng 300 triệu năm trước, và một loài còn tồn tại, Triops cancriformis, hầu như không thay đổi kể từ kỷ Jura khoảng khoảng 180 triệu năm trước.

## Vòng đời
Hầu hết các loài sinh sản hữu tính, nhưng một số là loài lưỡng tính. Sự Sinh sản của T. cancriformis thay đổi theo vĩ độ, với sinh sản hữu tính thống trị ở phía nam bán cầu và trinh sản thống trị ở phía bắc.
Trứng của Đâu hà sẽ vào trạng thái nhộng khi khô và sẽ chịu được nhiệt độ lên đến 98 °C (208 °F) trong 16 giờ, trong khi con trưởng thành không thể tồn tại nhiệt độ trên 34 °C (93 °F) trong 24 giờ hoặc 40 °C (104 °F) trong 2 giờ. Nhộng cũng ngăn ngừa những quả trứng nở quá sớm sau khi mưa;. các hồ phải đầy đủ nước cho giấc ngủ bị phá vở.

## Thể loại
1. ↑  Denton Belk (2007). "Branchiopoda". Trong Sol Felty Light & James T. Carlton (biên tập). The Light and Smith manual: intertidal invertebrates from central California to Oregon (ấn bản thứ 4). University of California Press. tr. 414–417. ISBN 978-0-520-23939-5.
2. ↑  Chip Hannum & Stuart Halliday. "An Introduction to Triops". MyTriops.com. Truy cập ngày 4 tháng 10 năm 2010.
3. 1 2  David A. Grimaldi & Michael S. Engel (2005). "Arthropods and the Origin of Insects". Evolution of the insects. Volume 1 of Cambridge Evolution Series. Cambridge University Press. tr. 93–118. ISBN 978-0-521-82149-0.
4. 1 2  Patrick L. Osborne (2000). "Hot deserts and environmental factors". Tropical ecosystems and ecological concepts. Cambridge University Press. tr. 18–49. ISBN 978-0-521-64523-2.